# Massacri hamidiani
I massacri hamidiani sono una serie di eccidi subiti dal popolo armeno durante il lungo regno del sultano dell'Impero ottomano Abdul Hamid II (1876-1909). Si verificarono dal 1894 al 1897, e precedono di alcuni anni quelli noti con il nome di "Genocidio Armeno".
In quel tempo alcune zone dell'Impero Ottomano, abitate da popolazione di origine armena, soprattutto nell'Anatolia, si erano sollevate contro l'Impero ormai in declino. La repressione ottomana per schiacciare la dissidenza fu brutale. Nonostante simili eccidi fossero già avvenuti nel corso della storia contro il popolo armeno sotto l'Impero Ottomano, questa volta, grazie all'invenzione del telegrafo nel 1890, la notizia dei massacri si diffuse velocemente in tutto il mondo, causando la condanna dell'accaduto da parte di gran parte delle nazioni civilizzate.

## Le cause dei massacri

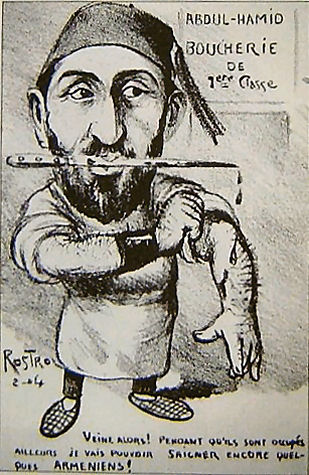
Immagine caricaturale in una rivista politica dell'epoca che mostra il Sultano Abdul Hamid II in veste di macellaio

L'origine dei tumulti armeni ebbe origine in gran parte dall'indebolimento dell'Impero Ottomano a seguito della sua sconfitta da parte dell'Impero russo nella guerra russo-turca del 1877-1878. Alla fine del conflitto venne siglato il Trattato di Santo Stefano con il quale l'Impero ottomano rinunciò a una larga porzione del suo territorio in favore dei Russi. Il governo russo, da parte sua, cercò di fomentare le sommosse instillando speranza nei sudditi cristiani-ortodossi dell'Impero Ottomano proclamandosi loro difensore e paladino. Il Trattato di Berlino del 1878 ridusse nondimeno di molto le conquiste russe oltre il Mar Nero, stabilendo che l'Impero Ottomano dovesse garantire maggiori diritti a suoi sudditi armeni cristiani, voce del trattato che in realtà non venne mai rispettata.
I successi militari russi, insieme alla speranza di vedere un giorno l'intero territorio armeno governato dal nuovo protettore russo, ispirarono negli Armeni cristiani nuovo entusiasmo che sfociò in altre sommosse. Un ulteriore motivo di ribellione fu la costante discriminazione in campo giuridico nelle dispute tra cristiani e musulmani a favore di questi ultimi (cfr. Dhimmi).
A quel tempo (1890), nell'Impero ottomano, si contavano circa 2 milioni di Armeni, in maggioranza appartenenti alla Chiesa apostolica armena.
Fu così che intorno al 1890 gli Armeni iniziarono nuove manifestazioni per reclamare il rispetto delle garanzie promesse loro a Berlino. Tumulti si ebbero nel 1892 a Marsovan e nel 1893 a Tokat. Gli Armeni chiedevano delle riforme nell'Impero Ottomano e la fine della loro discriminazione, oltre al diritto di voto e all'istituzione di un governo costituzionale.
Una vicina rivolta scoppiò nelle montagne di Sassoun nella provincia di Bitlis. I contadini armeni si rifiutarono di pagare la tassa incrementale curda, una doppia tassazione imposta loro dai capi curdi. Nel 1892 il governatore del distretto di Mus della provincia di Bitlis incoraggiò gli Armeni, dichiarando che essi non potevano servire due padroni allo stesso tempo.

## La reazione del sultano Hamid
In risposta della resistenza armena nel Sassoun, il governo turco di Mus rispose incitando i musulmani locali alla violenza contro gli armeni. Lo storico del mondo musulmano Lord Kinross afferma che era pratica molto frequente chiamare a raccolta i musulmani nelle moschee locali e dichiarare loro che gli Armeni avevano lo scopo di "colpire l'Islam".
L'oppressione esercitata dai curdi e l'aumento delle imposte deciso dal governo turco, esasperarono gli armeni fino alla rivolta, alla quale l'esercito ottomano inviato dal sultano Abdul Hamid II, affiancato da milizie irregolari curde, rispose assassinando migliaia di armeni e bruciandone i villaggi (1894).
La violenza si diffuse velocemente e colpì gran parte delle città abitate da Armeni nell'Impero Ottomano. Le atrocità peggiori riguardarono la cattedrale di Urfa, nella quale avevano trovato rifugio tremila armeni, che vennero bruciati vivi. Lo storico Osman Nuri, nel secondo volume della sua biografia di Abdul Hamid, accusa il contingente militare del Sultano di avere "bruciato e ucciso migliaia di persone".

## La presa della Banca Ottomana nel 1896
Due anni dopo, il 26 agosto 1896, un gruppo di rivoluzionari armeni assalì la sede centrale della Banca Ottomana ad Istanbul.
Le guardie vennero uccise e più di 140 impiegati vennero presi in ostaggio con lo scopo di guadagnare l'attenzione del mondo internazionale per le rivendicazioni del popolo armeno.

## I massacri
La reazione a questo colpo di mano clamoroso fu il massacro di decine di migliaia di armeni a Istanbul e nel resto del territorio ottomano.
Il segretario privato di Abdul Hamid scrisse nelle sue memorie che Abdul Hamid aveva deciso di perseguire una politica di fermezza e terrore contro gli Armeni ed ordinò di non intraprendere nessun negoziato o trattativa con essi.

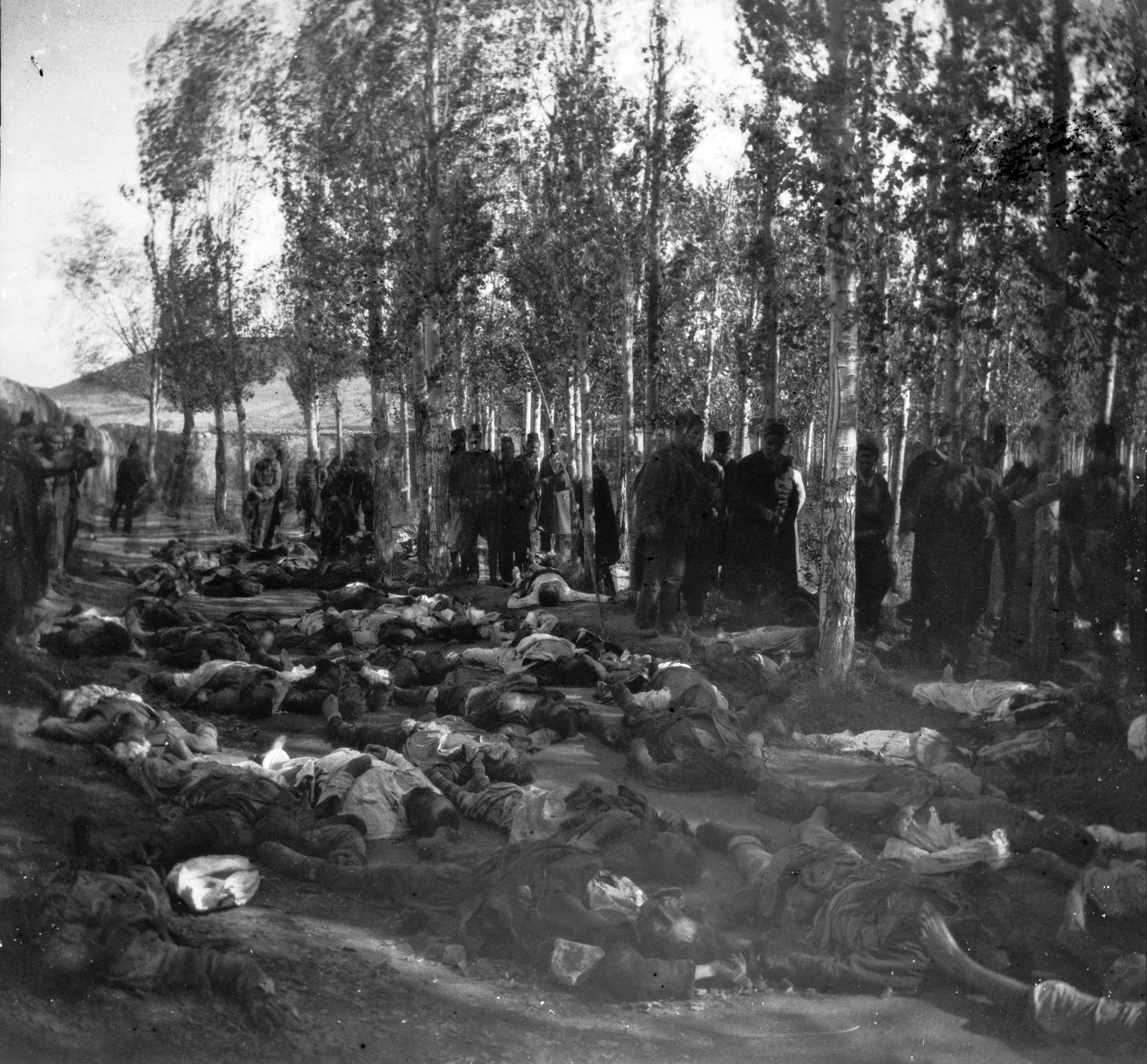
Vittime dei massacri di armeni a Erzerum il 30 ottobre 1895

Gli eccidi continuarono dal 1895 fino al 1897. In quest'ultimo anno, il sultano Sultan Hamid dichiarò chiusa e risolta la questione armena. Tutti i rivoluzionari armeni vennero uccisi o dovettero fuggire in Russia. Il governo Ottomano chiuse tutte le associazioni e le società armene e attuò un giro di vite sui movimenti politici. In questo periodo ebbe inizio anche la confisca dei beni degli armeni, che sarebbe proseguita nel secolo successivo.

## La stima delle vittime
Molti stimano il numero delle vittime armene dei massacri tra le 80.000 e le 300.000 persone.
- L'etnografo britannico William Mitchell Ramsay, che visitò l'Impero Ottomano per i suoi studi, stimò che dal 1894 al 1897 fossero stati uccisi circa 200.000 Armeni.
- L'armenologo Johannes Lepsius stimò una cifra di 89.000 morti.
- Il governo tedesco fece una stima, risalente al 20 dicembre 1895, di 80.000 persone.
- L'ambasciatore britannico White, basandosi sulla stima datagli dai suoi consoli, ai primi di dicembre del 1895 stimò una cifra, di circa 100.000 vittime.
- Il ministro tedesco degli affari esteri e noto turcofilo E. Jackh fece una stima di 200.000 armeni morti e un milione di persone derubate.
- R. J. Rummel, uno studioso che coniò il termine "democidio", fece una stima di 15.000 vittime
- La stima più completa venne data probabilmente dallo storico francese Pierre Renouvin, Presidente della Commissione in carica per raccogliere e classificare i documenti diplomatici francesi. In un volume basato su documenti autentici, egli fa una stima complessiva di 250.000 vittime.

Questi eventi sono ricordati dagli Armeni come i Grandi Massacri. Gli Armeni capirono che le misure ottomane avevano provato la capacità del governo turco di intraprendere e realizzare una politica sistematica di genocidio e razzia di una minoranza etnica. La costituzione di gruppi rivoluzionari, iniziata alla fine della guerra Russo-Turca ed intensificata con la prima introduzione dell'articolo 166 del codice penale Ottomano, aumentò progressivamente dopo l'eccidio della cattedrale di Erzerum.
L'articolo 166 proibiva la detenzione di armi, ma veniva usato per impedire agli Armeni di organizzarsi in bande armate. In questo modo i locali signori tribali curdi potevano attaccare una popolazione disarmata.
Questi omicidi di massa furono soltanto un primo passo verso il genocidio Armeno del 1915-1917.

## Reazioni internazionali
La notizia dei massacri fu ampiamente riportata in Europa e negli Stati Uniti, provocando forti reazioni da parte dei governi stranieri e delle organizzazioni umanitarie.
Il Sultano fu quindi costretto ad accettare l'intervento di una commissione turco-europea (con rappresentanti di Francia, Impero russo, e Impero britannico), il cui lavoro fu però ostacolato da tattiche diplomatiche, rivelandosi quindi inutile ad accertare la verità sulle stragi.
Emblematico rimane in questo senso il lavoro di Attilio Monaco, console italiano ad Hınıs, che riportò invece correttamente testimonianze tanto di armeni, quanto di soldati turchi e di curdi.